# المتين (المسيمير)

تعديل مصدري - تعديل

المتين هي إحدى قرى عزلة المسيمير بمديرية المسيمير التابعة لمحافظة لحج، بلغ تعداد سكانها 67 نسمة حسب تعداد اليمن لعام 2004.